# Dalnyerecsenszk
Dalnyerecsenszk (Дальнере́ченск, 1972-ig Iman) város Oroszország Tengermelléki határterületén, a Dalnyerecsenszki járás székhelye. Területe 18 km². Elsősorban faiparáról nevezetes.
Lakossága: 30,1 ezer fő (2002); 27 604 fő (a 2010. évi népszámláláskor).
A Bolsaja Usszurka (korábban Iman) és a Malinovka (korábban Vaku) folyók összefolyásánál fekszik, közel az Usszurihoz, mintegy 420 km-re északra Vlagyivosztoktól. A Transzszibériai vasútvonal állomása (8874 km). 1894-ben alapították kozák telepesek, 1917-ben nyilvánították várossá. Gyors növekedését a fafeldolgozó ipar fejlődése tette lehetővé, később házgyári elemeket is előállítottak itt. 1972-ben kapta mai nevét a szovjet–kínai határkonfliktus következményeként. Népessége 1996-ig folyamatosan nőtt (39,7 ezerig), azóta csökken. Ma a Tengermellék északi részének legnagyobb városa, jelentős fafeldolgozó iparral (Dalnyerecsenszkij leszokombinat). Bútorgyártása és élelmiszeripara (tejkonzervgyár, kenyérgyár, édesipar, halfeldolgozás) is említést érdemel. Hordógyára a halfeldolgozó ipar számára termel.
A városban található az 1969-es szovjet–kínai határkonfliktus áldozatainak emlékműve. Történeti múzeuma, 1913-ban épült temploma és Muravjov-Amurszkij gróf egykori garnizonépülete élvez műemléki védettséget.